# Toc toc
Toc toc és una obra de teatre escrita per Laurent Baffie, estrenada el 2005 al théâtre du Palais Royal a París. Interpretada durant més de dos anys i mig, va ser representada al Quebec i a Bèlgica, després traduïda al castellà per Julián Quintanilla, i al català per Jordi Galceran.

## Argument
El doctor Stern, de fama mundial, és un expert en trastorn obsessiu-compulsiu o "TOC". Rarament consulta a França. Les sis persones que xerren a la sala d'espera van haver d'esperar molts mesos per a una consulta. Però l'eminent terapeuta arriba amb força retard, encallat a Frankfurt pels problemes del transport aeri. Xerrant junts, jugant a Monopoly per superar el seu avorriment, els pacients es coneixeran i fins i tot intentaran teràpia de grup ... puntuats pels incontrolables tocs dels altres!

## Representacions destacades
- Théâtre du Palais-Royal, París, 13 de desembre de 2005. Estrena mundial.
  - Intèrprets: Bernard Dhéran (Fredéric), Daniel Russo (Vincent), Claire Maurier (Marie), Sophie Mounicot (Blanche), Marilou Berry (Lily), Yvon Martin (Bob), Marie Cuvelier (secretària del doctor).
- Teatro Príncipe-Gran Vía, Madrid, 2009.[2] Versió en castellà creada pel dramaturg Julián Quintanilla.[3] En cartel todavía once años después.
  - Direcció: Esteve Ferrer.
  - Intèrprets: Inge Martín, Sara Moros, Javivi (substituït dues setmanes després pel mateix Ferrer),[4] Daniel Muriel, Gracia Olayo, Anna Maria Barbany, Nicolás Dueñas. Els últims quatre, substituïts posteriorment per Fran Sariego, África Gozalbes, Ana Frau i Miguel Foronda. No obstant això Muriel va tornar en la temporada 2014.

- Sala Multiteatro, Buenos Aires, 2011.[5]
  - Versió castellana de: Julián Quintanilla
  - Director: Lía Jelín.
  - Repartiment: Mauricio Dayub, Daniel Casablanca, Gimena Riestra, Diego Gentile, Melina Petriella, María Fiorentino.

- Teatro Fernando Soler, Ciutat de Mèxic, 2012.
  - Versió castellana de: Julián Quintanilla
  - Director: Lía Jelín.
  - Repartiment: Roberto Blandón, Anabel Ferreira, Héctor Sandarti, Cristina Obregón, Raúl Román, Lilia Navarro i Milena Pezzi.

- Club Capitol, Barcelona, 2012.Versió en català.
  - Director: Esteve Ferrer.
  - Adaptació: Jordi Galceran.[6]
  - Repartiment: Santi Ibáñez, Pep Sais, Mercè Comes, Noel Olivé, Paula Blanco, Oscar Ramos, Anna Ullibarri.
- Teatro Libanés, Ciutat de Mèxic, 2019
  - Versió castellana de: Julián Quintanilla
  - Director: Lía Jelín.
  - Repartiment: Ricardo Fastlicht, Omar Medina, Lola Cortés, Faisy, Mario Alberto Monroy, Silvia Mariscal, Pedro Prieto, Mauricio Galaz, Dari Romo, Sandra Quiroz.

## Premis
- Molières 2006: Molière de la revelació teatral per Marilou Berry.

## Adaptació
L'obra ha estat adaptada al cinema a Espanya: Toc Toc, realitzada per Vicente Villanueva, fou estrenada el 2017 a Espanya, després directament per Netflix el 2018.